# 1912. évi nyári olimpiai játékok
Az 1912. évi nyári olimpiai játékokat, hivatalos nevén az V. nyári olimpiai játékokat 1912. május 5. és július 22. között rendezték meg a svédországi Stockholmban. A versenyeket több részletben, összesen huszonnégy versenynap alatt bonyolították le, és rajtuk – az olimpiák történetében először képviselve mind az öt földrészt – huszonnyolc nemzet kétezer-négyszázhét sportolója vett részt.

## Érdekességek
- A torna atlétikai versenyszámaiban tesztelték az elektromos időmérést, a versenyzők és a nézők tájékoztatására bevezették a hangosbemondót.
- A svéd Oscar Swahn sportlövő hatvannégy évesen lett a stockholmi olimpia bajnoka. Máig ő a legidősebb olimpiai aranyérmet nyert sportoló. Swahn később részt vett az 1920. évi nyári olimpiai játékokon is, ahol ezüstérmet nyert.
- A stockholmi olimpián tűzték először műsorra Pierre de Coubertin javaslatára a művészeti versenyeket. Az olimpia előtt eljuttatott sporttárgyú művészeti alkotásokat erre a célra alakult bizottságok értékelték irodalom, festészet, szobrászat, építészet és zene kategóriákban.
- Szintén először került műsorra a modern öttusa, melynek lebonyolítási rendjét a házigazdák dolgozták ki. Mindhárom érmet svéd sportoló nyerte.
- Kardvívásban teljes volt a magyar vívók fölénye, egyéniben az első nyolc közé hét magyar jutott. Magyarország kardozásban fölényesen nyerte a csapatdöntőt is.
- 1912-ben első ízben szerepeltek az olimpián úszónők, egyelőre csak egy egyéni és egy csapat versenyszámban. Az első egyéni olimpiai bajnok úszónő az ausztrál Fanny Durack lett.
- A svédek tiltakozására nem rendeztek ökölvívóversenyeket.
- A kötöttfogású birkózás nagyközépsúlyú döntőjét kilencórás küzdelem után fújták le döntetlennel.
- Az olimpia szervező bizottságának elnöke Sigfrid Edström volt, aki a második világháború után a Nemzetközi Olimpiai Bizottság elnöke lett.
- Egy halálos áldozata volt a maratoni futásnak. A szokatlanul nagy melegben Francisco Lázaro, portugál versenyző napszúrást kapott, futás közben rosszul lett és a versenyt követő napon meghalt.
- A versenyek kimagasló alakja az indián származású amerikai Jim Thorpe volt, aki fölényesen nyerte az öt- és tízpróbát. Az Egyesült Államok Olimpiai Bizottsága azonban 1913-ban megállapította, hogy Thorpe az olimpia előtt egy ideig hivatásos baseball-csapatban játszott, ezért törölte az amatőr versenyzők névsorából és érmeit visszaküldte a Nemzetközi Olimpiai Bizottságnak. A NOB ekkor megfosztotta Thorpe-ot bajnoki címétől és az eredetileg második helyezetteket nyilvánította bajnoknak. 1982-ben ezt a döntést megváltoztatták, Jim Thorpe – posztumusz – visszakapta aranyérmeit és azóta öt- és tízpróbában két-két stockholmi olimpiai bajnokot tartanak nyilván. Az eset vélhetően szerepet játszott abban, hogy 1920-tól a sportolóknak az olimpia versenyeinek megkezdése előtt sportolói esküt – amit neveztek amatőr-eskünek is – kellett tenniük.
- A száz méteres hátúszásban az egyesült államokbeli Harry Hebner – nagy világversenyen elsőként – váltott karral és váltott lábbal úszott és ezzel az úszással fölényesen győzött. Hebner – sokak szerint szabálytalan – úszása nagy vitákat váltott ki, de a versenybíróság végül szabályosnak ítélte ezt a technikát és ezzel a stockholmi olimpián a hátúszás fejlődéstörténetének egy teljesen új fejezete kezdődött.
- Az ötpróbában hatodik, tízpróbában tizenhatodik helyezést elért amerikai atléta, Avery Brundage később 1952-től 1972-ig a Nemzetközi Olimpiai Bizottság elnöke lett.
- Az öttusázók között induló volt, és az ötödik helyen végzett a második világháború később nagy hírnevet szerzett tábornoka George S. Patton.

## Galéria

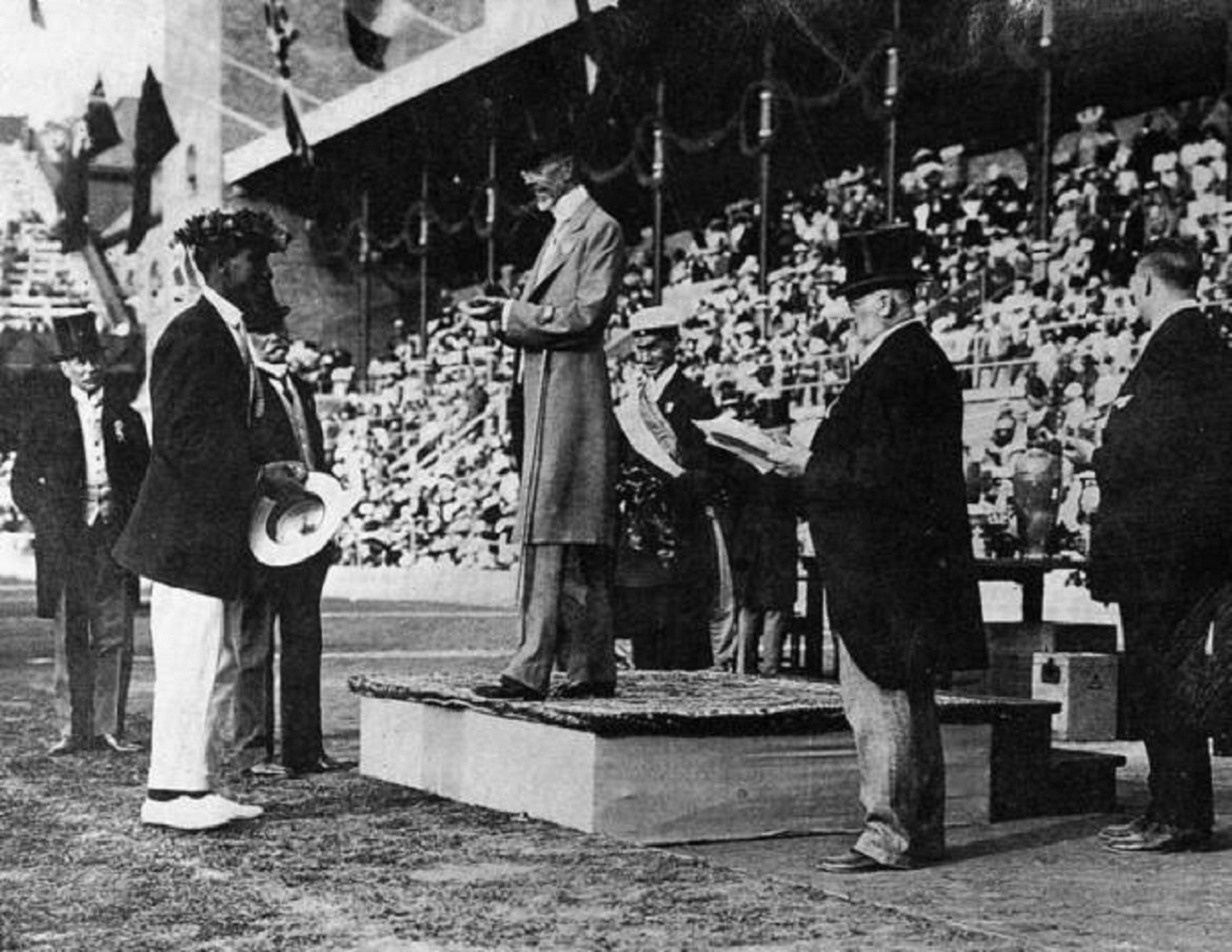
Duke Kahanamoku átveszi az aranyérmet Gusztáv királytól
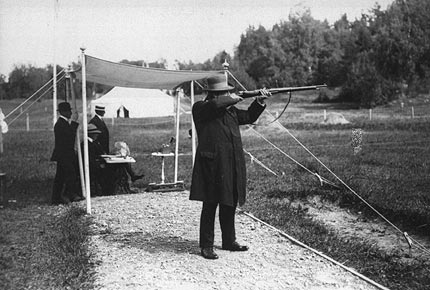
Oscar Swahn sportlövő az 1912. évi olimpián
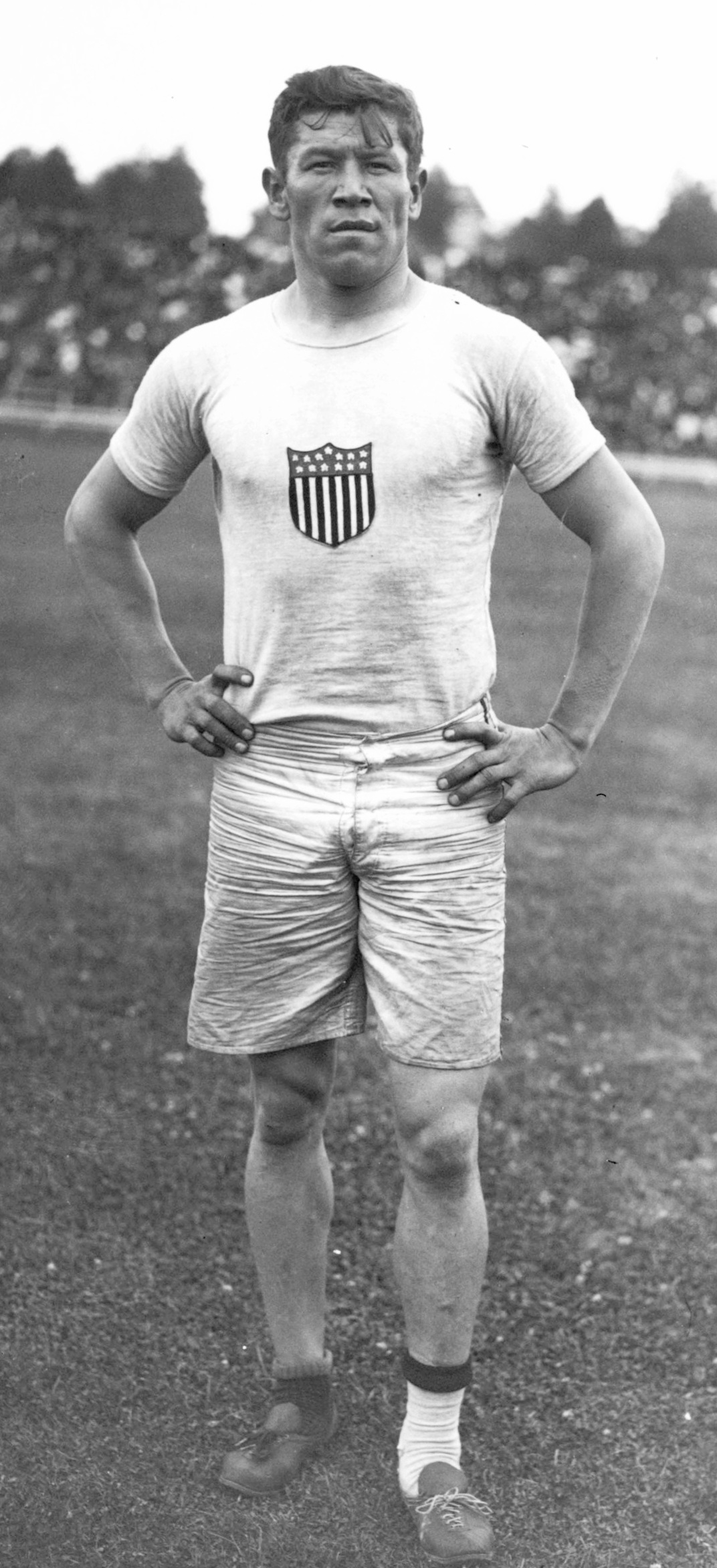
Jim Thorpe, akit az olimpia után megfosztottak bajnoki címeitől

## Részt vevő nemzetek

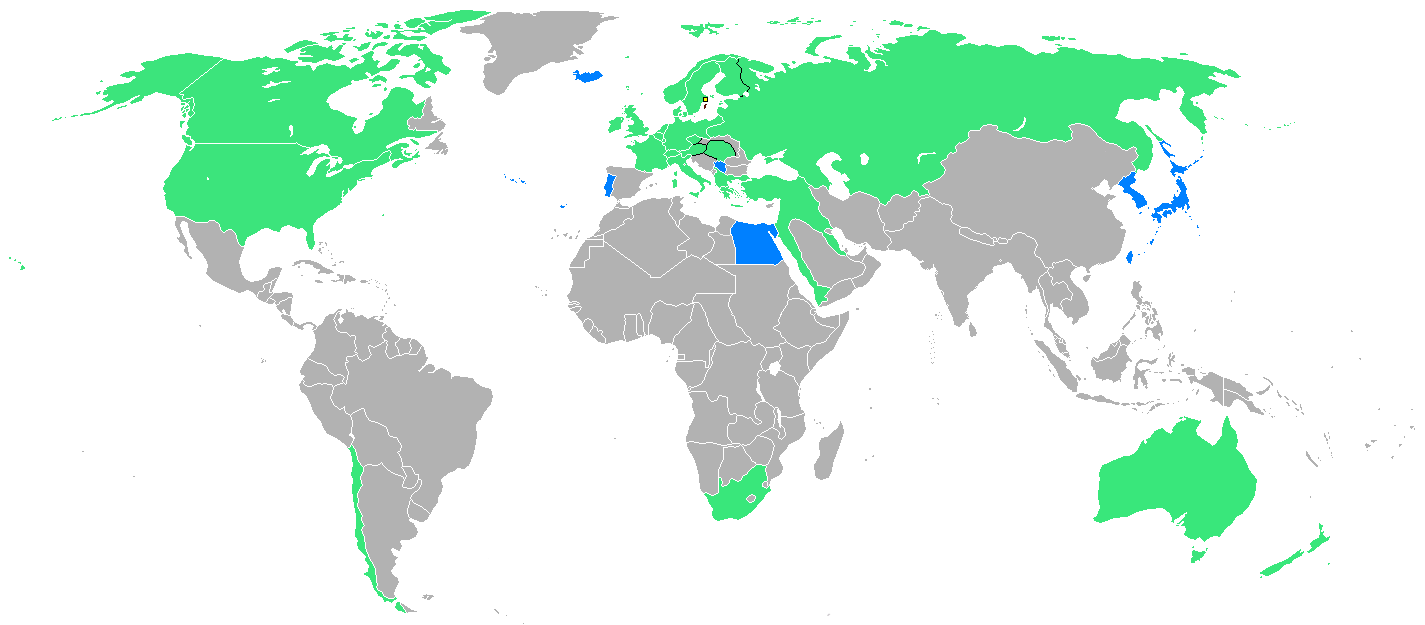
Az 1912-es nyári olimpián részt vevő nemzetek; kék= új résztvevők, zöld= visszatérők

Vastagítással kiemeltek azok a nemzetek, amelyek első alkalommal vettek részt olimpián.
- Ausztrálázsia (ANZ) (25 – 23 férfi, 2 nő)[1]
- Ausztria (AUT) (85 – 79 férfi, 6 nő)
- Belgium (BEL) (36 – 35 férfi, 1 nő)
- Cseh Királyság (BOH) (43)
- Chile (CHI) (14)
- Dánia (DEN) (152 – 151 férfi, 1 nő)
- Dél-afrikai Unió (RSA) (21)
- Egyesült Államok (USA) (174 – 174 férfi)
- Egyiptom (EGY) (1 – 1 férfi)
- Finnország (FIN) (164 – 162 férfi, 2 nő)
- Franciaország (FRA) (119 – 118 férfi, 1 nő)
- Görögország (GRE) (22 – 22 férfi)
- Hollandia (NED) (33)
- Izland (ISL) (2)
- Japán (JPN) (2)
- Kanada (CAN) (37)
- Luxemburg (LUX) (21)
- Magyarország (HUN) (119 – 119 férfi)
- Nagy-Britannia (GBR) (274 – 264 férfi, 10 nő)
- Németország (GER) (185 – 180 férfi, 5 nő)
- Norvégia (NOR) (190 – 188 férfi, 2 nő)
- Olaszország (ITA) (66)
- Oroszország (RUS) (159)
- Portugália (POR) (6)
- Svájc (SUI) (7)
- Svédország (SWE) (444 – 421 férfi, 23 nő)
- Szerbia (SRB) (2)
- Törökország (TUR) (2)

## Olimpiai versenyszámok
A hivatalos programban a következő versenyszámok szerepeltek:
| Versenyszámok az 1912. évi nyári olimpiai játékokon |        |        |        |        |        |       |          |
| Sportág, szakág                                     | Egyéni | Egyéni | Csapat | Csapat | Csapat | nyílt |          |
| Sportág, szakág                                     | férfi  | női    | férfi  | női    | vegyes | nyílt | összesen |
| atlétika                                            | 26     | 0      | 4      | 0      | 0      | 0     | 30       |
| birkózás                                            | 5      | 0      | 0      | 0      | 0      | 0     | 5        |
| evezés                                              | 1      | 0      | 3      | 0      | 0      | 0     | 4        |
| kerékpározás                                        | 1      | 0      | 1      | 0      | 0      | 0     | 2        |
| kötélhúzás                                          | 0      | 0      | 1      | 0      | 0      | 0     | 1        |
| labdarúgás                                          | 0      | 0      | 1      | 0      | 0      | 0     | 1        |
| lovaglás                                            | 3      | 0      | 2      | 0      | 0      | 0     | 5        |
| műugrás                                             | 3      | 1      | 0      | 0      | 0      | 0     | 4        |
| művészeti versenyek                                 | 0      | 0      | 0      | 0      | 0      | 5     | 5        |
| öttusa                                              | 1      | 0      | 0      | 0      | 0      | 0     | 1        |
| sportlövészet                                       | 10     | 0      | 8      | 0      | 0      | 0     | 18       |
| tenisz                                              | 2      | 2      | 2      | 0      | 2      | 0     | 8        |
| torna                                               | 1      | 0      | 3      | 0      | 0      | 0     | 4        |
| úszás                                               | 6      | 1      | 1      | 1      | 0      | 0     | 9        |
| vívás                                               | 3      | 0      | 2      | 0      | 0      | 0     | 5        |
| vízilabda                                           | 0      | 0      | 1      | 0      | 0      | 0     | 1        |
| vitorlázás                                          | 0      | 0      | 4      | 0      | 0      | 0     | 4        |
|                                                     |        |        |        |        |        |       |          |
| Összesen                                            | 62     | 4      | 33     | 1      | 2      | 5     | 107      |

## Éremtáblázat
(A táblázatban a rendező ország csapata és a magyar csapat eltérő háttérszínnel a számoszlopok legmagasabb értéke, vagy értékei vastagítással kiemelve.)
| Az 1912. évi nyári olimpiai játékok éremtáblázatának első tíz helyezettje | Az 1912. évi nyári olimpiai játékok éremtáblázatának első tíz helyezettje | Az 1912. évi nyári olimpiai játékok éremtáblázatának első tíz helyezettje | Az 1912. évi nyári olimpiai játékok éremtáblázatának első tíz helyezettje | Az 1912. évi nyári olimpiai játékok éremtáblázatának első tíz helyezettje | Olimpia  |
| ------------------------------------------------------------------------- | ------------------------------------------------------------------------- | ------------------------------------------------------------------------- | ------------------------------------------------------------------------- | ------------------------------------------------------------------------- | -------- |
|                                                                           | Ország                                                                    | Arany                                                                     | Ezüst                                                                     | Bronz                                                                     | Összesen |
| 1.                                                                        | Egyesült Államok (USA)                                                    | 25                                                                        | 19                                                                        | 19                                                                        | 63       |
| 2.                                                                        | Svédország (SWE)                                                          | 24                                                                        | 24                                                                        | 17                                                                        | 65       |
| 3.                                                                        | Nagy-Britannia (GBR)                                                      | 10                                                                        | 15                                                                        | 16                                                                        | 41       |
| 4.                                                                        | Finnország (FIN)                                                          | 9                                                                         | 8                                                                         | 9                                                                         | 26       |
| 5.                                                                        | Franciaország (FRA)                                                       | 7                                                                         | 4                                                                         | 3                                                                         | 14       |
| 6.                                                                        | Németország (GER)                                                         | 5                                                                         | 13                                                                        | 7                                                                         | 25       |
| 7.                                                                        | Dél-afrikai Unió (RSA)                                                    | 4                                                                         | 2                                                                         | 0                                                                         | 6        |
| 8.                                                                        | Norvégia (NOR)                                                            | 4                                                                         | 1                                                                         | 4                                                                         | 9        |
| 9.                                                                        | Kanada (CAN)                                                              | 3                                                                         | 2                                                                         | 3                                                                         | 8        |
|                                                                           | Magyarország (HUN)                                                        | 3                                                                         | 2                                                                         | 3                                                                         | 8        |
|                                                                           |                                                                           |                                                                           |                                                                           |                                                                           |          |
| Összesen                                                                  | Összesen                                                                  | 103                                                                       | 104                                                                       | 103                                                                       | 310      |

## Magyar részvétel
Az olimpián 119 magyar sportoló vett részt. A bécsi udvar intrikái ellenére sikerült elérni, hogy a magyar csapat ugyan sorrendben az osztrákok mögött, de külön zászló és tábla alatt vonulhatott fel. A megnyitóünnepségen a magyar zászlót Rittich Jenő tornász vitte. A magyar sportolók összesen nyolc érmet – három arany-, két ezüst és három bronzérmet szereztek. A legeredményesebb magyar sportoló, Fuchs Jenő két aranyérmet nyert. Rajta kívül két érmet nyert még Mészáros Ervin, vívó. A részt vevő magyar sportolók névsorát lásd az Az 1912. évi nyári olimpia magyarországi résztvevőinek listája szócikkben.
A magyar versenyzők nyolc sportágban, illetve szakágban összesen hatvanhat olimpiai pontot szereztek. Ez nyolc ponttal kevesebb, mint az előző, londoni olimpián elért eredmény. A magyar szereplésről részletesen lásd a Magyarország az 1912. évi nyári olimpiai játékokon szócikket.